# Samsung Galaxy Note (série)

O logotipo da linha Samsung Galaxy Note, até o ano de 2015.

A série Samsung Galaxy Note é uma linha descontinuada de smartphones e fábletes Android topos de linha desenvolvida e comercializada pela Samsung Electronics. A linha é voltada principalmente para a entrada com caneta; todos os modelos Galaxy Note vêm com uma caneta stylus e incorporam um digitador Wacom sensível à pressão. A linha Samsung Galaxy Note se destaca por oferecer recursos de software voltados para o uso da caneta e o aproveitamento das telas grandes dos dispositivos, tais como anotações, dicas de ferramentas e multitarefa em tela dividida. Esses smartphones representam o modelo principal da Samsung, posicionado acima da série Galaxy S.
Eles também foram os primeiros "phablets" a alcançar sucesso comercial — uma categoria de smartphone com telas grandes que combinam a funcionalidade de um tablet tradicional com a de um telefone. Entre setembro de 2011 e outubro de 2013, a Samsung vendeu mais de cinquenta milhões de unidades da linha Galaxy Note. O Galaxy Note 3 vendeu dez milhões de unidades nos seus primeiros dois meses, o Note II vendeu trinta milhões e o Galaxy Note original vendeu cerca de dez milhões de unidades no mundo todo.
Em agosto de 2021, TM Roh, presidente e chefe de comunicações móveis da Samsung, anunciou que não haveria um novo lançamento da linha Galaxy Note no evento de 2021, que se focaria em novos telefones dobráveis. "Em vez de apresentar um novo Galaxy Note desta vez, vamos expandir os recursos favoritos do Note para mais dispositivos Samsung Galaxy", afirmou.

## Linha de dispositivos
| 2011 | Galaxy Note       |
| 2012 | Galaxy Note 2     |
| 2013 | Galaxy Note 3     |
| 2014 | Galaxy Note 3 Neo |
| 2014 | Galaxy Note 4     |
| 2014 | Galaxy Note Edge  |
| 2015 | Galaxy Note 5     |
| 2016 | Galaxy Note 7     |
| 2017 | Galaxy Note FE    |
| 2017 | Galaxy Note 8     |
| 2018 | Galaxy Note 9     |
| 2019 | Galaxy Note 10    |
| 2020 | Galaxy Note 20    |